# Elaphoglossum vieillardii
Elaphoglossum vieillardii är en träjonväxtart som först beskrevs av Georg Heinrich Mettenius, och fick sitt nu gällande namn av Moore. Elaphoglossum vieillardii ingår i släktet Elaphoglossum och familjen Dryopteridaceae. Inga underarter finns listade.